# 特伦特·米肖
特伦特·米肖（英語：Trennt Michaud，1996年8月22日—），加拿大男子花样滑冰运动员，2023年美国大奖赛双人滑银牌得主、2023年法国大奖赛双人滑金牌得主、2024年中国杯双人滑铜牌得主、2025年四大洲花样滑冰锦标赛双人滑铜牌得主。